# Antandroya euphorbiae
Antandroya euphorbiae är en insektsart som beskrevs av Mamet 1959. Antandroya euphorbiae ingår i släktet Antandroya och familjen skålsköldlöss.
Artens utbredningsområde är Madagaskar. Inga underarter finns listade i Catalogue of Life.